# 徐學詩 (嘉靖甲辰進士)
徐學詩（1517年—1567年），字以言，號龍川，浙江绍兴府上虞县人，軍籍，明朝政治人物，進士出身。

## 生平
嘉靖二十二年（1543年）癸卯科浙江乡试第七十三名举人，嘉靖二十三年（1544年）聯捷甲辰科會試第八名，二甲四十八名进士，授官刑部主事，历职刑部江西司郎中。嘉靖二十九年（1550年）俺答汗逼近京师。蒙古軍退，世宗下诏邀廷臣陈述退敌之策。诸臣多以細枝末節应付，徐学诗則愤然表示：“大奸秉国，是祸乱之根本。乱本不除，豈能攘外患？”于是他上疏称：
|  | 大学士严嵩辅佐政权十年，非常奸邪贪佞。他对内交结权贵，对外勾结奸邪小人。文武官员的提拔升迁，一概索要厚贿，致使这些官员用苛捐重税剥削军民，酿成寇患。国事到达这种地步，还敢谬引那些用兵不祥的邪说，以应付圣上的查问。近来由于都城有警，严嵩秘密将接受的贿财输运回乡。大车数十乘，楼船十多艘，水陆载道，骇人耳目。又结交已被夺职的总兵官李凤鸣金二千两，让他镇守蓟州；接受因年老被废的总兵官郭琮金三千两，让他督按漕运。诸如此类事情，数不胜数。全朝文武百官没有不感慨愤怒的，但是没有人敢于抵牾他们。这是因为官员内外盘结，上下比周，积久而形成此情。严嵩之子严世蕃又凶狡成性，擅自执掌父权。凡诸司有所奏请，必定先请示他们父子，然后才敢向陛下奏闻。陛下怎能全部知晓这些事呢？ 严嵩的权势，足以假他人之手落井下石，机谋足以先发制人，势利足以广交自固，文词便捷足以掩罪饰非。而他精悍警敏，善于揣摩，又足以趋利避害；他的弥缝缺失，私交亲密，爱施小恩小惠，巧言令色，又足够结人欢心，钳制他人言语。因此，对那些前后弹劾严嵩的官员，严嵩虽然不能在他们弹劾的时候使他们得祸，但总能因对官员迁升考察的时候暗中报复。比如此前的给事中王晔、陈垲，御史谢瑜、童汉臣等人，当时虽也蒙获宽宥，而今他们在哪里？陛下如果真将严嵩父子罢去，另选忠良之人代替他，那么外患就自然宁息了。 |

世宗在看过奏章，頗為感动。然而方士陶仲文向皇上密言称，严嵩是孤立尽忠，而徐学诗乃攜私怨報復。世宗大怒，投徐学诗入诏狱。严嵩感到不自安，以退为进，得到世宗慰留。徐学诗終被削籍歸里。與葉經、謝瑜、陳紹合稱“上虞四諫”。
隆庆元年（1567年），穆宗起徐學詩为南京通政使司右參議。未上任卒，赠大理寺少卿。

## 著作
著有《石龍菴集》、《石龍庵詩草》。

## 家族
曾祖徐徽。祖父徐敩，恩例冠帶。父徐子忱，知州。母葛氏。重庆下。兄徐球，教谕；學知；學道；學賢；學禮；學易；學成。弟學颜。

## 後代
有族兄徐應豐，因善書法，擢中書舍人，在無逸殿出勤，洞悉嚴嵩所為。嚴嵩懷疑學詩疏出應豐所指，對其打壓，數年後以誤寫科書，在世宗處詆毀，應豐被杖殺。
有孫徐爾一，崇禎時官工部員外郎。